# Miquel Ferreres i Duran
Miquel Ferreres i Duran   (Barcelona, 8 d'agost de 1949) és un dibuixant i caricaturista català, però prefereix ser considerat únicament com a dibuixant.
Format a l'Escola de la Llotja, des del 1975 es dedica professionalment al dibuix humorístic en diversos diaris i revistes. Va començar la seva carrera al diari El Correo Catalán a mitjans dels setanta i ha col·laborat amb un bon nombre de revistes i publicacions (El Jueves, El Be negre amb potes rosses, El Triangle, Econòmics, El Papus, El Temps, Diari de Barcelona, Avui, El País, La Vanguardia, El Periódico de Catalunya) i des de març de 2018 a l'Ara.
Miquel Ferreres és un dels millors  caricaturistes catalans actuals, que no busca només que el lector rigui amb els seus dibuixos sinó que, a més, hi trobi algun missatge. És un dibuixant que sap combinar modernitat i classicisme (rebutja el retolador i encara fa servir plomí i tinta xinesa). En moltes de les figures dels seus personatges hi reflecteix els trets més característics dels seus amics i els situa al bell mig de l'acció.

## Biografia
Ferreres diu que va heretar l'afició pel dibuix de la seva mare i l'esperit crític del seu pare. De jove va estudiar grafisme i va anar a l'Escola de la Llotja de Barcelona. L'any 1975 ja dibuixava al diari El Correo Catalán i, com que els seus dibuixos i caricatures hi destacaven, molt aviat li van sortir feines a diversos mitjans. Ha col·laborat amb diaris com l'Avui, El País o l'edició en català del Diari de Barcelona, en revistes d'humor en català com els efímers 'Amb potes rosses' (1979) i El Drall (1988) o en castellà com El Papus o El Jueves. També ha col·laborat amb setmanaris d'informació en català com la valenciana El Temps i la barcelonina El Triangle.
Va saltar a la fama pels seus incisius acudits a La Vanguardia, pel que va fitxar l'any 1989 i on hi va treballar vuit anys caricaturitzant els personatges de l'actualitat. Fou caricaturista del programa de televisió "Tribunal popular". L'any 1997 va deixar la Vanguardia, segons va dir ell entre d'altres motius per falta de llibertat "És molt difícil de treballar amb idees i que te les vagin tombant, que te les vagin segant. I, sobretot, que un cop publicades --sense que hi hagi hagut cap entrebanc per a fer-ho-- surtin amb ciris trencats perquè hi ha un senyor que ha telefonat i s'ha queixat..." i fins al febrer del 2018 publicà diàriament la secció "A la rereguarda" d'El Periódico de Catalunya.
A més, ha pronunciat conferències, ha fet cartells (com el de la Festa Major de 2002 de Terrassa).
El febrer de 2018, segons el diari per qüestions d'estructuració de l'empresa, és acomiadat d'El Periódico. L'humorista havia estat especialment crític amb la repressió aplicada per l'Estat contra l'independentisme a partir de l'1-O. Només feia unes setmanes havia col·laborat en una iniciativa de la publicació Illegal Times, amb les il·lustracions de més de vint dibuixants de tot el món, on es denunciava la vulneració de drets en general, però més en particular la vulneració de la llibertat d'expressió a Catalunya. A partir de l'1 de març de 2018 Ferreres passa a formar part del Diari ARA, amb la publicació d'una vinyeta diària.

## Recopilacions
El seus acudits han estat recollits en diferents llibres, entre els quals es troben Cuentos de tinta china (Àmbit Serveis Editorials, 1993), Historias en tinta china (La Tempestad, 1995) i 100% Tipos de interés (Laia, 1996). Alguns dels seus dibuixos aparegueren en el recull antològic De buena tinta (Círculo de Lectores, 2002). Pujol en su tinta. Dibujos satíricos 1977-2003 (2004) o Ferreres: les millors vinyetes publicades a El Periodico 2003-2004 (2004). Vist per sentència, Crònica gràfica del judici al Procés, al diari Ara (2019), El Jueves. Crónica sentimental de España (RBA, 2019) i El póster de El Jueves (RBA, 2021).

## Reconeixements
El 1996 va guanyar el Premi Ciutat de Barcelona de Comunicació, i el 2003 el Junceda i el Premi internacional d'Humor Gat Perich. El febrer del 2020 la Comissió de la Dignitat li va concedir el Premi Dignitat, per "la seva tasca com a dibuixant de premsa especialment sensible amb la memòria històrica i pel compromís cívic de la seva obra".